# Vaccinium gaultheriifolium
Vaccinium gaultheriifolium är en ljungväxtart som först beskrevs av William Griffiths, och fick sitt nu gällande namn av Joseph Dalton Hooker och Charles Baron Clarke. Vaccinium gaultheriifolium ingår i Blåbärssläktet, och familjen ljungväxter. Utöver nominatformen finns också underarten V. g. glaucorubrum.